# Abdel Hamid Karamé
Pour les articles homonymes, voir Karamé.
Abdel Hamid Karamé (23 octobre 1890 - 23 novembre 1950 ; en arabe : عبد الحميد كرامي) est un homme d'État, ancien Premier ministre du Liban dans les années 1940. Député sunnite de Tripoli, il a fait partie du groupe de figures politiques libanaises arrêtées par les Français durant la crise d’indépendance de 1943.
Ses deux fils, Rachid Karamé et Omar Karamé ont tous deux occupé le poste de Premier ministre.